# Harald de Viking
Harald de Viking is een Belgische stripreeks. De reeks werd voornamelijk getekend en geschreven door Fred Funcken en Liliane Funcken.

## Inhoud
De reeks draait rond de Vikingen Harald en Ragnar. Het eerste verhaal speelt zich volledig op de zee af, maar de volgende verhalen spelen er zich minder af.

## Publicatiegeschiedenis

### Funcken-Funcken (1956-1967)
In 1956 vroeg uitgever Raymond Leblanc aan het koppel Fred Funcken en Liliane Funcken om een maritieme reeks voor het weekblad Tintin/Kuifje te maken. Het echtpaar werkte voor dat tijdschrift al aan De Witte Ruiter. Het voorstel van Leblanc resulteerde in Harald de Viking. Samen zouden ze in deze periode vier lange verhalen schrijven en drie korte. Een kort verhaal werd geschreven door Jacques Acar. Deze verhalen verschenen niet in een reeks, maar in verscheidene collecties. Het laatste lange verhaal verscheen in 1962 en de korte verhalen verschenen in 1958, 1966 en 1967.
De reeks was echter niet succesvol. De Funckens waren namelijk niet altijd goede scenaristen en zelf gaven ze later aan dat de reeks hen niet lag.

### Mouminoux-Fronval (1965-1966)
In 1965 en 1966 verschenen twee verhalen in het Franse tijdschrift J2 Jeunes. De verhalen werd getekend door Mouminoux en geschreven door Fronval.

### Later
In 1987 verscheen er nog een kort verhaal van de Funckens om de stripreeks Thorgal, die ook om een Viking draait, succes te wensen.

## Verhalen

### Funcken-Funcken (1956-1962)
Het eerste verhaal werd geschreven door Fred Funcken. Zijn vrouw Liliane Funcken tekende het verhaal. De overige verhalen werden zowel geschreven als getekend door beiden.
| Titel                    | Originele titel     | Uitgever     | Publicatiejaar Tintin | Uitgavejaar album |
| ------------------------ | ------------------- | ------------ | --------------------- | ----------------- |
| Het misteiland           | L’île de la brume   | Le Lombard   | 1956-1957             | 1958              |
| De erfenis van Sigurd    | La lueur verte      | Chlorophylle | 1957-1958             | 1980              |
| Het rode eskader         | L’escadre rouge     | Le Lombard   | 1961-1962             | 1967              |
| In de greep van de angst | L’escale de la peur | Le Lombard   | 1962                  | 1968              |

Noot:
1. ↑  Dit verhaal verscheen ook onder de titel Harald de Viking.[6][8] Daarnaast verscheen het verhaal ook onder de titel Het neveleiland.[6]

### Mouminoux-Fronval (1965-1966)
Onderstaande verhalen werden getekend door Mouminoux en geschreven door Fronval. De verhalen verschenen in het Franse tijdschrift J2 Jeunes, maar niet in albumvorm.
| Titel                        | Publicatiejaar J2 Jeunes |
| ---------------------------- | ------------------------ |
| Le drakkar aux voiles noires | 1965                     |
| Le glaive de Thor            | 1966                     |

### Korte verhalen
Deze korte verhalen werden getekend door Fred en Liliane Funcken.
| Titel                      | Originele titel                | Aantal pagina's | Scenarist(en)          | Publicatiejaar Tintin |
| -------------------------- | ------------------------------ | --------------- | ---------------------- | --------------------- |
|                            | L'étonnant exploit des vikings | 4               | Fred & Liliane Funcken | 1958                  |
| De zoon van Thorolf        | Le fils de Thorolf             | 8               | Jacques Acar           | 1966                  |
| Voor een handvol koper     | Pour un peu de cuivre          | 7               | Fred & Liliane Funcken | 1967                  |
| Drie dagen en drie nachten |                                | 1               | Fred & Liliane Funcken | 1987                  |

### Integraal
In 2014 verscheen een integraal album in het Frans. Die bevat de lange verhalen van de Funckens en de korte verhalen L'étonnant exploit des vikings, Le fils de Thorolf en Pour un peu de cuivre.